# Malassezia japonica
Malassezia japonica är en svampart som beskrevs av Sugita, M. Takash., M. Kodama, Tsuboi & A. Nishikawa 2003. Malassezia japonica ingår i släktet Malassezia, ordningen Malasseziales, divisionen basidiesvampar och riket svampar.   Inga underarter finns listade i Catalogue of Life.